# David Templeton
David Cooper Templeton (Glasgow, 7 gennaio 1989) è un calciatore scozzese, centrocampista del Glasgow Utd.

## Biografia
Figlio d'arte di Henry Templeton, in passato anch'egli un calciatore. Ha anche un fratello maggiore. L'idolo di Henry era l'ala David Cooper, calciatore di Rangers e Nazionale scozzese, e con questo nome chiamò il figlio. A David non piace il nome dato dal padre e con il quale è cresciuto: infatti era strano che un ragazzo di nome David Cooper — leggenda dei Rangers — tifasse Celtic. Questo fatto gli creò diverse difficoltà fin da giovane ma in seguito superò la preoccupazione per l'Old Firm.
Fin da piccolo David ha imparato a giocare a calcio, dimostrando buone capacità. Inoltre mentre il padre tifava i Rangers Glasgow, David decise di diventare un fan del Celtic, come la madre. Inoltre Templeton jr. ha avuto diverse indicazioni dal padre ma mai nessun vero consiglio. L'idolo di David Templeton, nonostante tifi Celtic, è Brian Laudrup, per il suo modo di giocare.

## Caratteristiche tecniche
Suo padre era un attaccante abile e sembra che David abbia ereditato queste caratteristiche. Alcune persone ritengono che David giochi come lui: infatti ha guardato alcuni filmati che riprendevano il padre in azione e vi si è ispirato per formare il proprio stile di gioco. Con gli anni si adatta al ruolo di esterno difensivo e di ala: questo ruolo non sembra preoccupare il giovane Templeton, nonostante sia la stessa posizione del suo omonimo.
Il suo è un gioco aperto, pieno di impegno, con buon ritmo e ha un ottimo fiuto per il gol.

## Carriera

### Club
Inizia la carriera nell'Aberdeen ma a causa di alcuni problemi cambia squadra e si apparta allo Stenhousemuir.
Esordisce nella prima squadra dello Stenhousemuir, squadra di terza serie scozzese, nel 2005: gioca 36 partite, di cui 30 in campionato e realizza 11 marcature tutte in campionato.

#### Hearts
Nel gennaio del 2007 viene acquistato dall'Hearts.
Il passaggio all'Hearts fu più complicato del previsto: David giocò diverse partite nelle giovanili e con la seconda squadra prima di entrare nella prima squadra. Non trova spazio in prima squadra rimanendo nelle giovanili per tutto il 2007: a gennaio del 2008 viene ceduto in prestito al Raith Rovers. Con la sua nuova maglia gioca 15 incontri e realizza 4 reti.
Dopo esser ritornato a Edimburgo si fa notare nelle giovanili dell'Hearts dove mantiene una media di circa una rete ogni due partite. A seguito di queste prestazioni esordisce nella SPL 2008-2009 il 12 maggio 2009 contro l'Aberdeen entrando nel primo tempo al posto dell'infortunato Laryea Kingston. Gioca la sua prima parte da titolare nell'ultima giornata di campionato contro il Celtic. In seguito subisce un infortunio che lo tiene fuori dai campi di gioco da luglio fino ad ottobre del 2009.
Esordisce nel torneo 2009-10 il 20 dicembre 2009 contro il Celtic dove gioca tutti i 90 minuti, nei quali realizza l'assist per il gol del 2-1 che consente ai Maroons di ottenere i tre punti. Templeton realizza la sua prima rete in assoluto con gli Hearts il 20 febbraio 2010 nel 2-0 sul Hamilton Academical. Templeton conclude la stagione con 16 presenze e 2 reti.
Nel 2010 arriva sulla panchina degli Hearts Jim Jefferies che schiera Templeton titolare in una posizione più offensiva, adattandolo nel ruolo di ala, mentre prima giocava spesso come esterno difensivo e veniva impiegato raramente.
Templeton gioca 33 partite nella Scottish Premier League 2010-2011 e realizza 7 marcature. Questa è la sua miglior stagione, infatti nei mesi di novembre e dicembre è stato premiato del riconoscimento calciatore del mese della SPL.

### Nazionale
Dopo aver giocato con Under-17 e Under-21, esordisce in Under-21 il 7 ottobre 2010 in Islanda-Scozia (2-1).

## Palmarès

### Club

#### Competizioni nazionali
- Scottish Third Division: 1

Rangers: 2012-2013
- Scottish League One: 1

Rangers: 2013-2014
- Scottish Challenge Cup: 1

Rangers: 2015-2016
- Scottish Championship: 1

Rangers: 2015-2016